# آنتونی ری پارکر
آنتونی ری پارکر (انگلیسی: Anthony Ray Parker؛ زادهٔ ۱۳ مهٔ ۱۹۵۸) یک هنرپیشه اهل ایالات متحده آمریکا است.
از فیلم‌ها یا برنامه‌های تلویزیونی که وی در آن نقش داشته است می‌توان به ماتریکس اشاره کرد.